# Ласицкий, Игор
Игор Ласицкий (пол. Igor Łasicki; родился 26 июня 1995 года в Валбжих, Польша) — польский футболист, защитник клуба «Висла» (Краков).

## Клубная карьера
Ласицкий — воспитанник клубов «Гурник» и «Заглембе». В 2012 году после юношеского чемпионата Европы, его пригласили в итальянский «Наполи». Полтора сезона Ласицкий провёл в молодёжной команде клуба, а в 2013 году был включён в заявку основы на сезон. 18 мая 2014 года в матче против «Эллас Верона» он дебютировал в итальянской Серии A. После этого на протяжении нескольких сезонов для получения игровой практики Игор выступал на правах аренды за команды Серии C «Губбио», «Мачератезе» и «Римини».
В начале 2017 года Ласицкий на правах аренды перешёл в «Карпи». 25 февраля в матче против «Виртус Энтелла» дебютировал в итальянской Серии B.
Летом 2017 года Ласицкий вернулся на родину, на правах аренды став игроком плоцкой «Вислы». 30 июля в матче против «Арки» он дебютировал в польской Экстраклассе. 4 ноября в поединке против «Ягеллонии» Игор забил свой первый гол за «Вислу».

## Международная карьера
В 2012 году Ласицкий завоевал бронзовые медали на юношеском чемпионате Европы в Словении. На турнире он сыграл в матчах против команд Бельгии, Словении, Нидерландов и Германии.
В 2017 году в составе молодёжной сборной Польши Ласицкий принял участие в домашнем молодёжном чемпионате Европы. На турнире он был запасным и на поле не вышел.